# Kolzewaja-Linie
Die Kolzewaja-Linie (russisch Кольцевая линия – „Ringlinie“), auch „Linie 5“ genannt, ist eine Linie der Metro Moskau. Sie weist einen (annähernd) ringförmigen Verlauf auf und verbindet daher die meisten anderen Linien der Moskauer Metro miteinander.

## Stationen

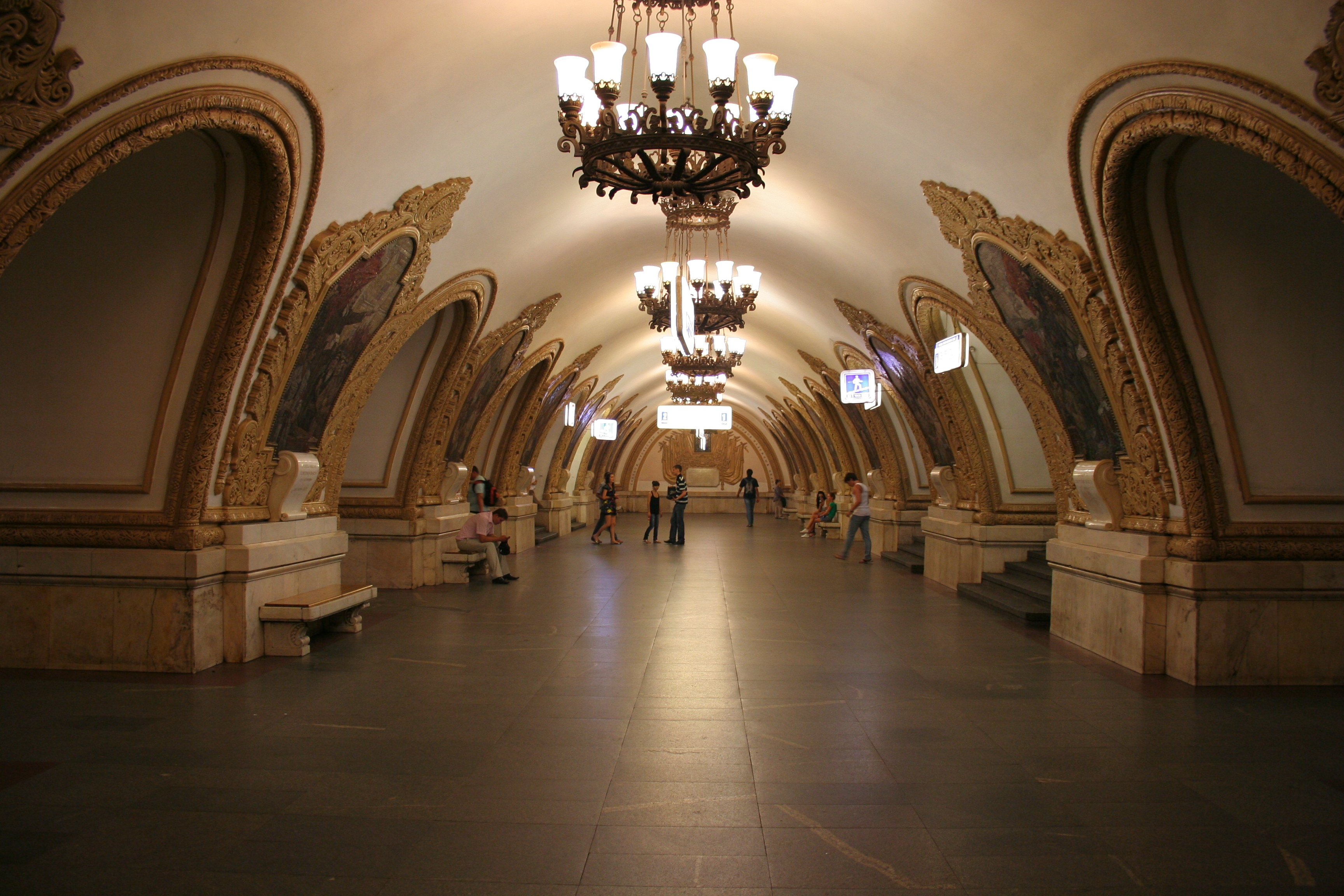
Station Kiewskaja

- Park Kultury (Парк Культурыⓘ/?), Umsteigemöglichkeit zur gleichnamigen Station der Linie 1
- Oktjabrskaja (Октябрьскаяⓘ/?), Umsteigemöglichkeit zur gleichnamigen Station der Linie 6
- Dobryninskaja (Добрынинскаяⓘ/?), Umsteigemöglichkeit zur Station Serpuchowskaja der Linie 9
- Pawelezkaja (Павелецкаяⓘ/?), Umsteigemöglichkeit zur gleichnamigen Station der Linie 2
- Taganskaja (Таганскаяⓘ/?), Umsteigemöglichkeit zur gleichnamigen Station der Linie 7 und zur Station Marxistskaja der Linie 8
- Kurskaja (Курскаяⓘ/?), Umsteigemöglichkeit zur gleichnamigen Station der Linie 3 und zur Station Tschkalowskaja der Linie 10, sowie zu den Nah- und Fernverkehrszügen im Kursker Bahnhof
- Komsomolskaja (Комсомольскаяⓘ/?), Umsteigemöglichkeit zur gleichnamigen Station der Linie 1, sowie zu den Nah- und Fernverkehrszügen in den nahegelegenen Fernbahnhöfen Jaroslawler Bahnhof, Kasaner Bahnhof und Leningrader Bahnhof.
- Prospekt Mira (Проспект Мираⓘ/?), Umsteigemöglichkeit zur gleichnamigen Station der Linie 6
- Nowoslobodskaja (Новослободскаяⓘ/?), Umsteigemöglichkeit zur Station Mendelejewskaja der Linie 9
- Belorusskaja (Белорусскаяⓘ/?), Umsteigemöglichkeit zur gleichnamigen Station der Linie 2 sowie zu den Nah- und Fernverkehrszügen im Belarussischen Bahnhof
- Krasnopresnenskaja (Краснопресненскаяⓘ/?), Umsteigemöglichkeit zur Station Barrikadnaja der Linie 7
- Kiewskaja (Киевскаяⓘ/?), Umsteigemöglichkeit zu den gleichnamigen Stationen der Linien 3 und 4, sowie zu den Nah- und Fernverkehrszügen im Kiewer Bahnhof

## Architektur

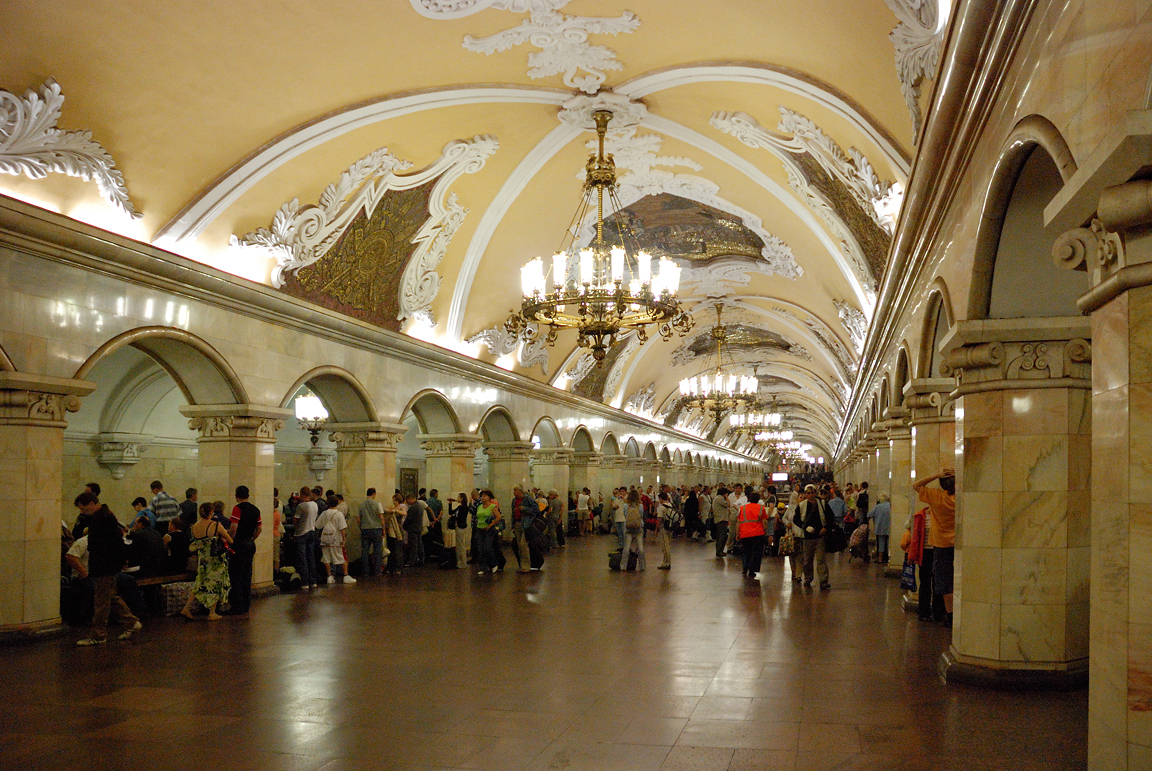
Station Komsomolskaja

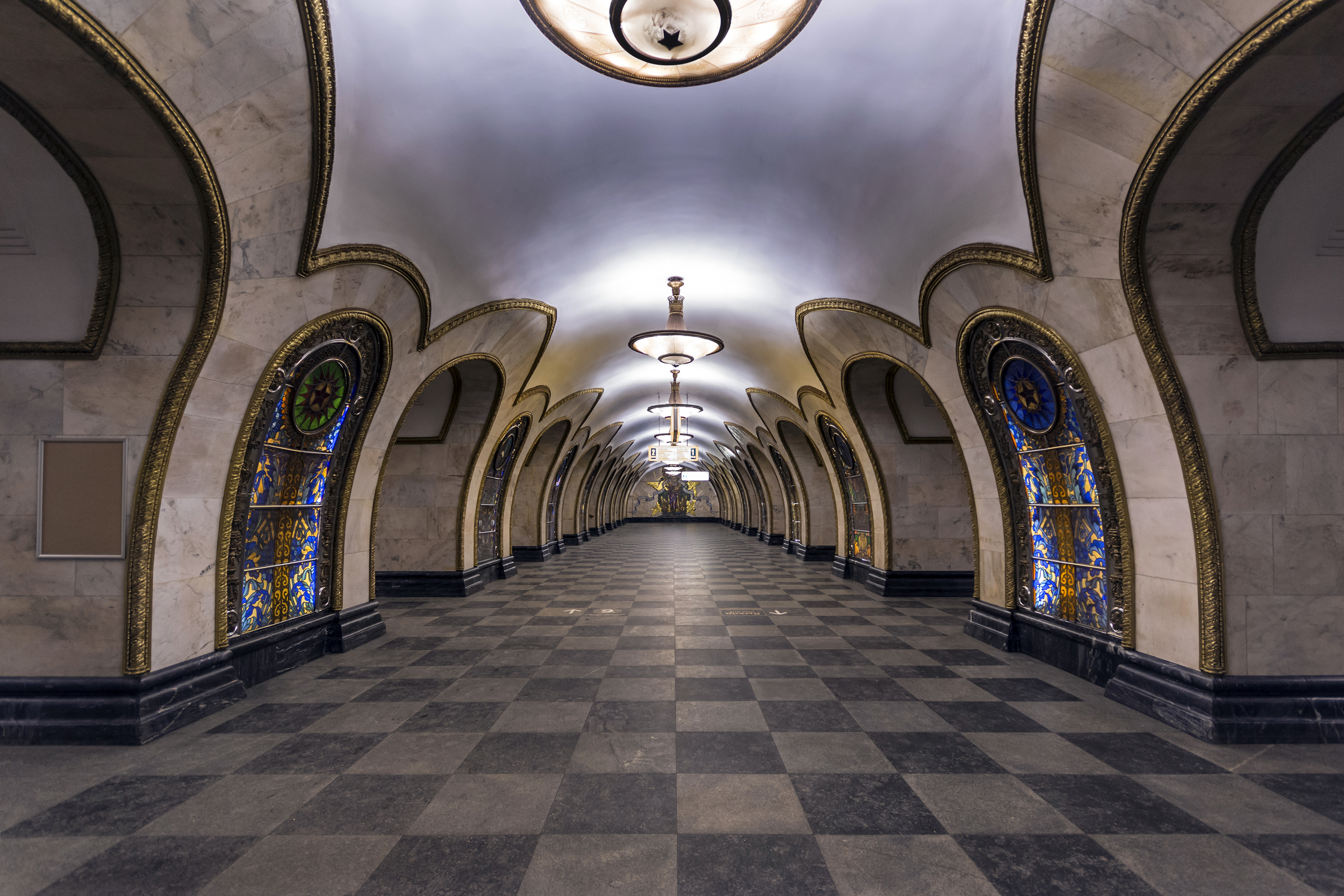
Station Nowoslobodskaja

Die Kolzewaja-Linie gilt architektonisch als eine der schönsten Linien der Moskauer Metro. Da ihr Bau auf die späte Stalin-Epoche fiel, die sich auch durch den starken Bauboom im Stile des für sie typischen sozialistischen Realismus auszeichnete, mussten sämtliche Stationen der Linie ihrer damaligen Zweckbestimmung als „Paläste fürs Volk“ gerecht werden. Jede Station wurde jeweils nach ihrem individuellen Projekt gebaut, das von renommierten Architekten der damaligen Zeit erarbeitet wurde. Zu nennen ist beispielsweise die Station Komsomolskaja vom Projekt Alexei Schtschussews, der hierfür 1951 posthum mit einer Staatsprämie ausgezeichnet wurde: Eine 12 Meter breite und 9 Meter hohe, von Marmorsäulen getragene Stationshalle mit Mosaiken und Basreliefs an den Decken – unter anderem mit den acht Edelsteinmosaiken des Malers Pawel Korin, auf welchen unter anderem berühmte russische Feldherren dargestellt sind. Ebenfalls von Korin stammen auch die Glasmalereien und Mosaiken der Station Nowoslobodskaja. Die Station Kiewskaja enthält in ihrer von Pylonen getragenen und aufwändigen Kronleuchtern beleuchteten Halle zahlreiche Mosaiken zum Thema der russisch-ukrainischen Freundschaft. Für die Station Park Kultury sind ihre mit schwarzem Marmor verkleideten Wände charakteristisch.

## Depot und Fahrzeuge
Die Fahrzeuge für die Ringlinie stellt das Depot Krasnaja Presnja, das sich unweit der Station Krasnopresnenskaja befindet. Es wurde 1954 in Betrieb genommen. Von 1950 bis 1954 wurden die Fahrzeuge provisorisch im Depots Sokol der Linie 2 unterhalten.
Bis 2006 verkehrten auf der Ringlinie Sechswagenzüge vom Typ 81-717/714. Ende 2008 erhielt das Depot einen ersten Zug der neu entwickelten Modifikation des Typs 81-740/741. Nach der Testphase 2009 ersetzten die Einheiten dieser Reihe die Vorgängerbauart. Im Dezember 2011 wurde die Umstellung des Wagenparks abgeschlossen.

## Geschichte
Planungen für eine Ringlinie in der Moskauer U-Bahn gab es schon seit deren Anfangszeiten in den 1930er Jahren. Nach einem Projekt aus dem Jahr 1938 sollte die Ringlinie wesentlich weiter weg vom Moskauer Stadtzentrum verlaufen und damit auch viel länger sein. 1943 wurde jedoch entschieden, die Linie in ihrer jetzigen Form zu bauen, um die Umsteigestationen im Zentrum zu entlasten. Auch sollte die Linie alle Moskauer Kopfbahnhöfe miteinander verbinden (eine Ausnahme wurde nur im Fall des Rigaer Bahnhofs und des Sawjolowoer Regionalbahnhofs gemacht). Die Kolzewaja-Linie wurde vollständig unterirdisch angelegt. Beim Bau mussten zahlreiche geologische Besonderheiten berücksichtigt werden: An vier Stellen wird der Fluss Moskwa unterquert, außerdem verläuft die Linie vielfach durch Karstgebiete. Unter anderem machte dies eine besonders breite Konstruktion der Tunnelwände notwendig.
Die Fertigstellung der Linie erfolgte in drei Bauabschnitten. Der erste Abschnitt eröffnete am 1. Januar 1950 und umfasste die südlichen 6,5 Kilometer von der Station Park Kultury bis Kurskaja. Am 30. Januar 1952 kam ein 7 km langer Abschnitt von Kurskaja bis Belorusskaja hinzu. Am 14. März 1954 schließlich erfolgte die Ringschließung mit der Inbetriebnahme des 5,9 km langen West-Abschnitts von Belorusskaja bis Park Kultury.
In der Zeit nach Fertigstellung wurden drei Stationen der Linie umbenannt. 1961 erfolgte die Umbenennung der Stationen Kaluschskaja und Serpuchowskaja in Oktjabrskaja bzw. Dobryninskaja; 1966 erhielt die Station Botanitscheski Sad ihren heutigen Namen Prospekt Mira.

## Ausbauplanungen
Obgleich der Ring selbst vollständig ist, existieren gegenwärtig Planungen für zwei weitere Stationen auf bestehenden Strecken der Kolzewaja-Linie. Die eine Station hat den Projektnamen Ploschtschad Suworowa und soll zwischen Nowoslobodskaja und Prospekt Mira mit Umsteigemöglichkeit zur verlängerten Linie 10 entstehen; da diese Station erst mit Verlängerung jener Linie weit nach Norden hinaus als notwendig erachtet wird, ist mit einer Inbetriebnahme nicht vor 2015 zu rechnen. Für noch weitere Zukunft ist außerdem eine neue Station auf dem Abschnitt Kiewskaja–Krasnopresnenskaja geplant, die eine Umsteigemöglichkeit zur Linie 8, deren Verlängerung nach Westen hin ebenfalls geplant ist, bieten soll.